# Copa Rio 1952
In 1952 werd de tweede editie van de Copa Rio gehouden. De competitie werd gespeeld van 13 juli tot 2 augustus. Fluminense werd kampioen. Peñarol trok zich na de heenwedstrijd in de halve finale terug omdat de wedstrijd in chaos eindigde en de spelers zich niet meer veilig voelden. Palmeiras en Fluminense hebben de FIFA gevraagd om de Copa Rio-edities te erkennen als officiële World Cups voor clubs, maar de FIFA heeft niet positief gereageerd op de verzoeken.

## Groepsfase

### Groep Rio de Janeiro
| Plaats | Club                    | Wed. | W | G | V | Saldo | Ptn. |
| ------ | ----------------------- | ---- | - | - | - | ----- | ---- |
| 1.     | Fluminense              | 3    | 2 | 1 | 0 | 4:0   | 5    |
| 2.     | Peñarol                 | 3    | 2 | 0 | 1 | 4:4   | 4    |
| 3.     | Sporting Lissabon       | 3    | 1 | 1 | 1 | 3:4   | 3    |
| 4.     | Grasshopper Club Zürich | 3    | 0 | 0 | 3 | 1:4   | 0    |

|  | Gekwalificeerd voor knock-outfase |

### Groep São Paulo
| Plaats | Club                 | Wed. | W | G | V | Saldo | Ptn. |
| ------ | -------------------- | ---- | - | - | - | ----- | ---- |
| 1.     | Corinthians Paulista | 3    | 3 | 0 | 0 | 14:3  | 6    |
| 2.     | Austria Wien         | 3    | 2 | 0 | 1 | 10:5  | 4    |
| 3.     | Club Libertad        | 3    | 1 | 0 | 2 | 7:11  | 2    |
| 4.     | 1. FC Saarbrücken    | 3    | 0 | 0 | 3 | 3:15  | 0    |

|  | Gekwalificeerd voor knock-outfase |

## Knock-outfase
|  | Halve finale | Halve finale | Halve finale |   |             | Finale | Finale | Finale |
|  |              |              |              |   |             |        |        |        |
|  | Corinthians  | 2            | w.o.         |   |             |        |        |        |
|  | Peñarol      | 1            | /            |   |             |        |        |        |
|  | Peñarol      | 1            | /            |   | Corinthians | 0      | 2      |        |
|  |              |              |              |   | Corinthians | 0      | 2      |        |
|  |              | Fluminense   | 2            | 2 |             |        |        |        |
|  | Fluminense   | Fluminense   | 2            | 2 | 1           | 5      |        |        |
|  | Fluminense   |              |              |   | 1           | 5      |        |        |
|  | Austria Wien | 0            | 0            |   |             |        |        |        |

### Kampioen
| Copa Rio 1952                  |
| Brazilië                       |
| ------------------------------ |
| FLUMINENSE Kampioen (1° titel) |